# American Racing Team
American Racing ist ein US-amerikanisches Motorradsport-Team. Es startet in der Moto2-Klasse der Motorrad-Weltmeisterschaft.

## Geschichte
2019 übernahm American Racing das finanziell schwache Team Swiss Innovative Investors. Man trat mit KTM-Motorrädern an, die Fahrer waren Joe Roberts und Iker Lecuona. Lecuona wurde mit einem dritten Platz WM-Zwölfter, Roberts hingegen fuhr lediglich vier Punkte ein und wurde 28. Zudem ersetzte Sean Dylan Kelly Lecuona für das letzte Rennen, nachdem dieser frühzeitig in die MotoGP aufgestiegen war, kam jedoch nicht ins Ziel.
2020 wurde Marcos Ramírez zweiter Fahrer neben Roberts, zudem wechselte die Mannschaft nach KTMs Moto2-Ausstieg auf Kalex. Dieser Wechsel machte für Roberts einen gewaltigen Unterschied; er verbesserte sich auf den siebten Gesamtrang. Ramírez wurde 19.
2021 wird Roberts nach seinem Wechsel zu Italtrans Racing durch Cameron Beaubier ersetzt. In diesem Jahr gelangen den Fahrern allerdings keine Podestplätze.
2022 besteht das Duo aus Beaubier und Kelly.

## Statistik

### Team-WM-Ergebnisse
- 2019 – Neunter
- 2020 – Zehnter
- 2021 – Zehnter
- 2022 – Zwölfter
- 2023 – Zwölfter
- 2024 – Dritter

### Grand-Prix-Siege
| Saison | Rennen  |
| ------ | ------- |
| 2024   | Italien |